# Trocnada dorsigera
Trocnada dorsigera är en insektsart som beskrevs av Walker 1858. Trocnada dorsigera ingår i släktet Trocnada och familjen dvärgstritar. Inga underarter finns listade i Catalogue of Life.